# デルヤ・ゼベジオール
デルヤ・ゼベジオール（トルコ語: Derya Cebecioğlu、2000年10月24日 - ）は、トルコの女子バレーボール選手である。

## 来歴
メルスィン出身。
14歳でワクフバンクSKの下部組織に入りプレーを始めた。後にトルコユース代表を経てトルコ代表入りを果たす。2018/19シーズンにワクフバンクSKのAチームに昇格した。2019/20シーズンからはイェシユルトSK (tr) で2シーズンプレーし、その後、ワクフバンクSKに復帰した。
2023年は、トルコ代表メンバーとしてネーションズリーグ優勝、欧州選手権優勝の2冠を経験し、パリオリンピック予選では、ブラジル、日本などを破ってのグループ全勝首位通過（ワールドカップバレー2023優勝）も経験した。同年、V.LEAGUE DIVISION1 WOMEN（V1女子）に所属するKUROBEアクアフェアリーズに入団した。しかし、2024年1月のシーズン中にKUROBEを退団。2か月程前に腰を痛めて日本で治療を続けていたが、トルコに帰国し治療に専念したいとコメントを残した。その後、シーズン途中でのワクフバンクSK復帰となった。

## 球歴
- トルコ代表
  - オリンピック - 2024年
  - 世界選手権 - 2018年、2022年
  - ネーションズリーグ - 2022年、2023年、2024年
  - 欧州選手権 - 2023年
- ジュニアトルコ代表
  - U20世界選手権 - 2017年 (en) 、2019年 (en) 
  - U19欧州選手権 - 2018年 (en)
- ユーストルコ代表
  - U18世界選手権 - 2017年 (en)

## 所属チーム
- Bahcelievler Voleybol Kulubu（2017-2018年）
- ワクフバンクSK（2018-2019年）
- イェシユルトSK (tr) （2019-2021年）
- ワクフバンクSK（2021-2023年）
- KUROBEアクアフェアリーズ（2023-2024年1月）
- ワクフバンクSK（2024年-）

## 受賞歴
- 2018年 - U19欧州選手権 (en)  ベストアウトサイドヒッター賞